# Luigi Vultaggio
Luigi Vultaggio (Roma, 23 febbraio 1921 – ...) è stato un calciatore italiano, di ruolo difensore.

## Carriera
Ha giocato in Serie B con le maglie di Albalatrastevere, Salernitana e Napoli, con la cui maglia ha anche vinto un campionato cadetto nella stagione 1949-1950 disputando il successivo campionato di Serie A.
Fu allenatore della nazionale di serie C per il girone meridionale nella stagione 1970-1971.

## Palmarès

### Club

#### Competizioni nazionali
- Campionato italiano di Serie B: 1

Napoli: 1949-1950
- Serie C: 1

Stabia: 1950-1951